# Juri Wella
Juri Wella, geboren als Juri Kylewitsch Aiwaseda,  (* 12. März 1948 in Warjogan; † 12. September 2013) war ein nenzischer Schriftsteller, Dichter, Aktivist und Rentierzüchter.

## Leben
Wella kam im Dorf Warjogan im damals so genannten Nationalen Kreis der Chanten und Mansen zur Welt. Seine Eltern waren Nenzen und Chanten. Er besuchte das Gorki-Literaturinstitut in Moskau und übte im Laufe seines Lebens viele Berufe aus: So war er Jäger, Fischer, Fischbeschauer, Ofensetzer, Viehzüchter, Leiter eines Roten Zeltes (Krasny Tschum), Lehrkraft im Internat und Vorsitzender des Dorfsowjets. Er gründete in Warjogan ein ethnografisches Freilichtmuseum.
Wella schrieb in russischer, chantischer und waldnenzischer Sprache. Seine Werke wurden in den Zeitschriften Ural, Sewer (Norden), Newa, Poljarnaja Swesda (Polarstern) und Druschba narodow (Völkerfreundschaft) sowie in verschiedenen Sammelbänden veröffentlicht. Er schrieb die Bücher Westi is stoibischtscha (Nachrichten vom Nomadenwohnplatz, 1991) und Belye kriki (Weiße Schreie, 1996). 1997 wurde in Moskau als Monographie das erste Kunstbuch in waldnenzischer Sprache, eine Sammlung von Gedichten Wellas, herausgebracht. Die Werke Wellas wurden ins Französische, Deutsche und Estnische übersetzt.
Wella war ein Aktivist der indigenen Völker des russischen Nordens. Er blockierte Anfang der 1990er Jahre zusammen mit Mitstreitern eine Straße, die von Ölarbeitern bei Nowoagansk genutzt wurde und machte so auf die Lage der indigenen Völker in den Ölfördergebieten aufmerksam. Über sein Leben und Wirken berichtet unter anderem der 2003 veröffentlichte Dokumentarfilm Yuri Vella’s World.